# Mertinger Hölle
Die Mertinger Hölle, auch Mertinger Höll genannt, ist ein Naturschutzgebiet auf der Flur der Gemeinde Mertingen im Landkreis Donau-Ries, Regierungsbezirk Schwaben in Bayern. Sie umfasst eine Fläche von rund 143 ha. Die Inschutzstellung erfolgte am 15. Mai 1984. Gleichzeitig stellt die Mertinger Höll die Kernfläche des 858 ha großen FFH-Gebiets 7330-301 „Mertinger Hölle und umgebende Feuchtgebiete“ und des SPA-Gebiets 7330-471 „Wiesenbrüterlebensraum Schwäbisches Donauried“ dar. Es handelt sich um eines der am besten erhaltenen und in der Artausstattung herausragendsten Niedermoore im gesamten bayerischen Donauraum.

## Lage
Die Mertinger Höll befindet sich naturräumlichen im östlichen Donauried auf den Donau-Iller-Lech-Platten und wird damit dem Alpenvorland zugeordnet. Die Landschaft wurde über Jahrtausende von der noch nicht begradigten und eingedeichten Donau geformt. Durch den mäandrierenden Verlauf wurden gewaltige Kiesbänke stetig neu umgelagert, woraus eine weitläufige und nur von wenigen Erhebungen geprägte Landschaft entstand. In den vom arbeitenden Fluss geformten Senken des Donauriedes entstanden hierbei stellenweise Niedermoore.

## Lebensräume und Arten

### Flora

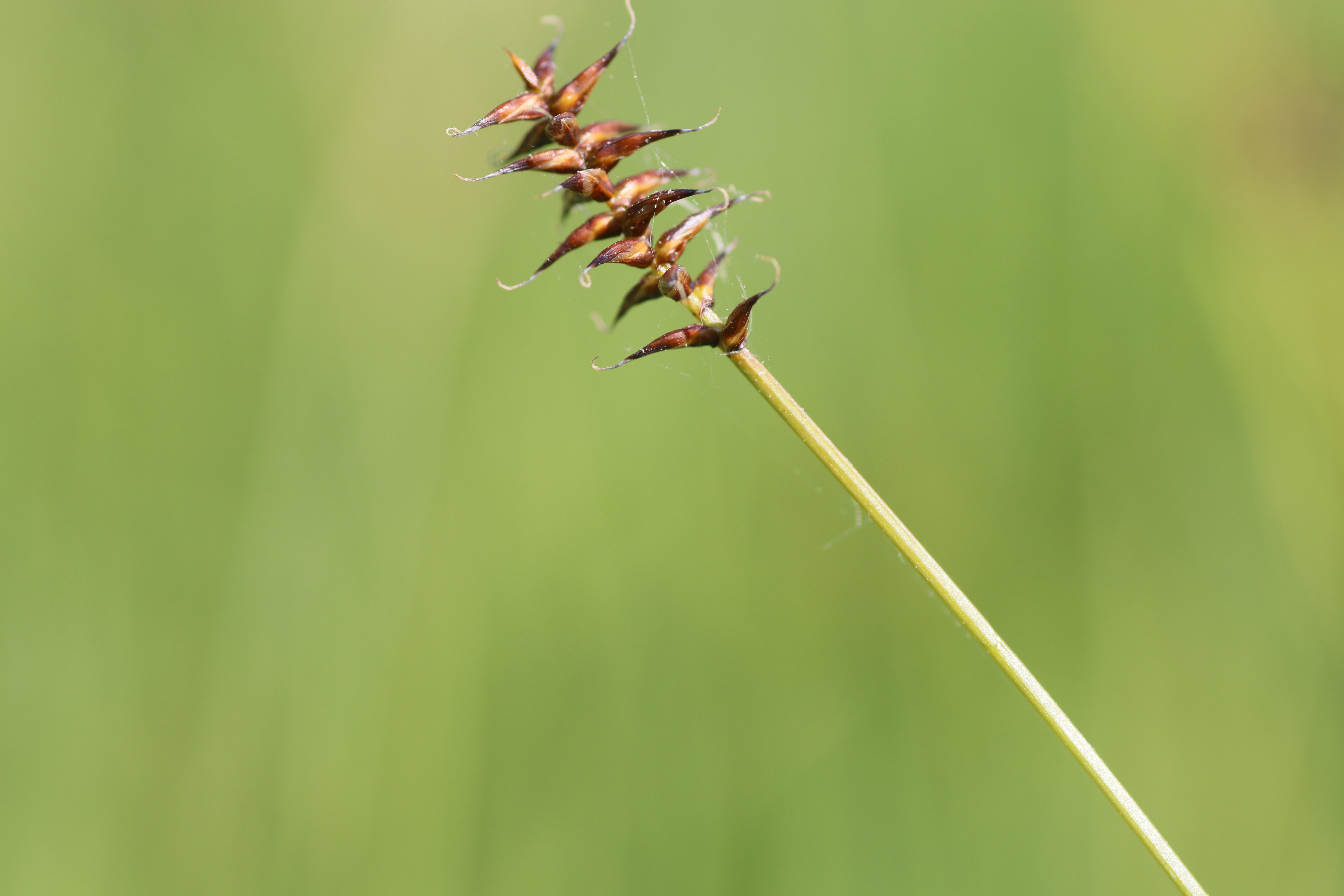
Fruchtstand einer Davalls Segge im Naturschutzgebiet Mertinger Höll

Die Mertinger Höll umfasst aufgrund ihrer weit zurückreichenden und teils in ihrer Zielsetzung entgegengesetzten Nutzungs- und Pflegegeschichte ein kleinteiliges Mosaik aus verschiedenen naturschutzfachlich hochwertigen Biotopen und Lebensräumen.

#### Streuwiesen

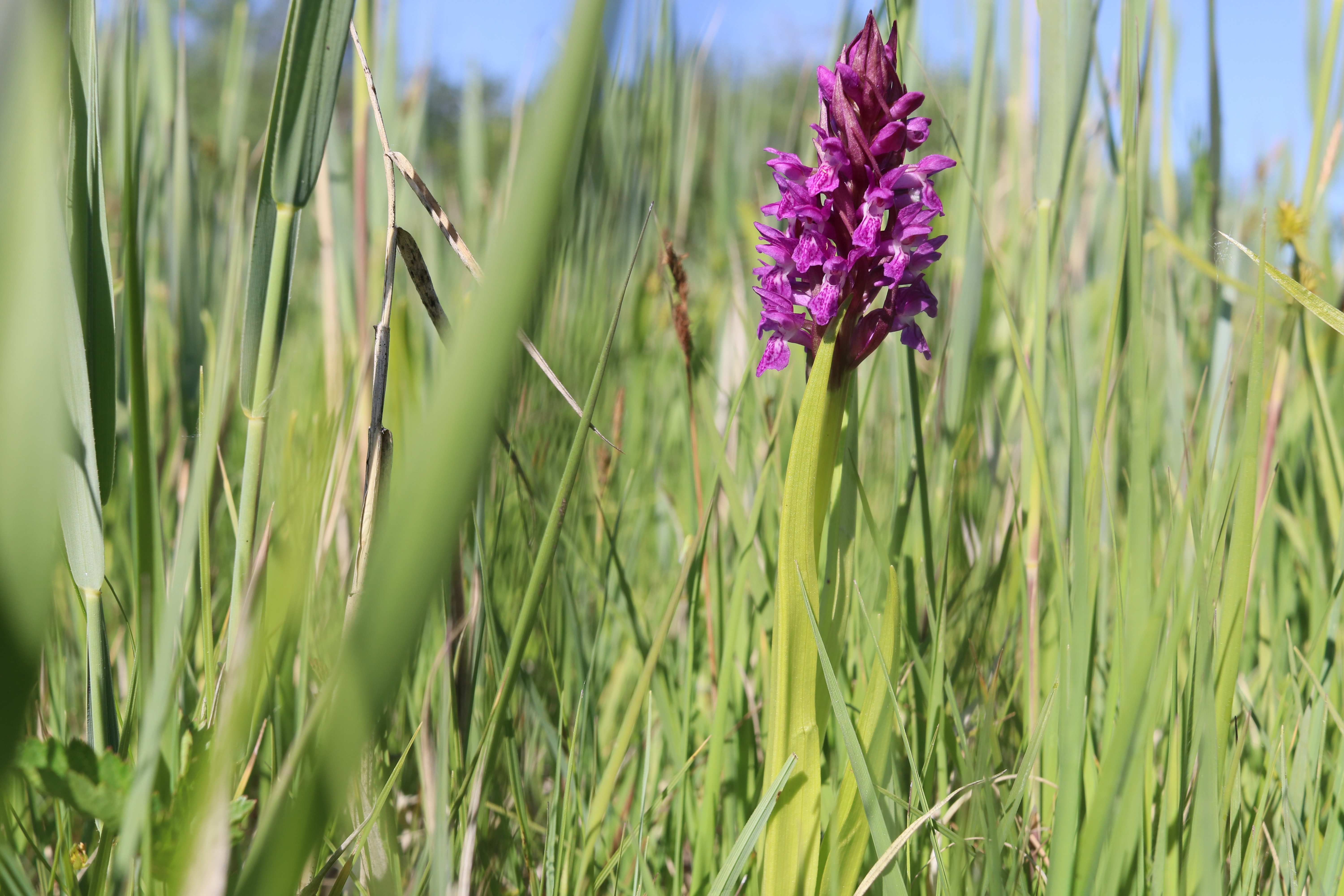
Blühendes Fleischfarbenes Knabenkraut im Naturschutzgebiet Mertinger Höll

Weite Flächen innerhalb des Naturschutzgebietes sind von Streuwiesen geprägt. Hierbei handelt es sich sowohl um von Blauem Pfeifengras geprägte Pfeifengraswiesen, als auch um von Sauergräsern geprägte Seggenrieder, die Übergänge sind fließend. Diese Streuwiesen bieten einer großen Zahl an Pflanzen der Roten Liste geeignete Wachstumsbedingungen. Nennenswert sind hierunter besonders große Vorkommen des Lungen-Enzian, des Kantigen Lauchs, des Helm Knabenkrauts, des Fleischfarbenen Knabenkrauts, der Knolligen Kratzdistel und der Niedrigen Schwarzwurzel.

#### Kalk-Flachmoore
Kleinere Bereiche innerhalb der Höll können der Vegetation nach den Kalk-Flachmooren zugeordnet werden. Dieser im außeralpinen Gebiet nur zerstreut vorkommende Lebensraum bietet zahlreichen seltenen und gefährdeten Pflanzen ein geeignetes Habitat. Besonders nennenswert sind innerhalb der Mertinger Höll die Vorkommen von Saum-Segge, Schlauch-Enzian, Sumpf-Stendelwurz, Sumpf-Herzblatt und Mehlprimel.

#### Stromtalpflanzen
Eine Besonderheit der Mertinger Höll ist das Vorkommen von Stromtalarten. Hierbei handelt es sich um Pflanzenarten die natürlicherweise in Stromtalwiesen beheimatet sind und ein Relikt aus der Zeit darstellen, als die Donau sich noch als freifließender Strom durch die Landschaft bewegte. So existieren in der Höll noch Vorkommen der Stromtalveilchen: Graben-Veilchen und Niedriges Veilchen, die Bestände beider Arten gelten in Deutschland als stark gefährdet. Weitere gefährdete Stromtalpflanzen die die Höll bewohnen sind die Sumpf-Platterbse, das Sumpf-Greiskraut und die Sumpf-Sternmiere.

#### Röhrichte und Tümpel
Entlang der ehemaligen Entwässerungsgräben sowie in Randbereichen herrscht eine hohe Biberaktivität. Durch den Bau von Dämmen und den Rückhalt des Wassers haben sich ausgedehnte Schilfflächen gebildet. Die zahlreichen Tümpel und Kleingewässer sind meist nährstoffarm und weisen Vorkommen von Armleuchteralgen auf.

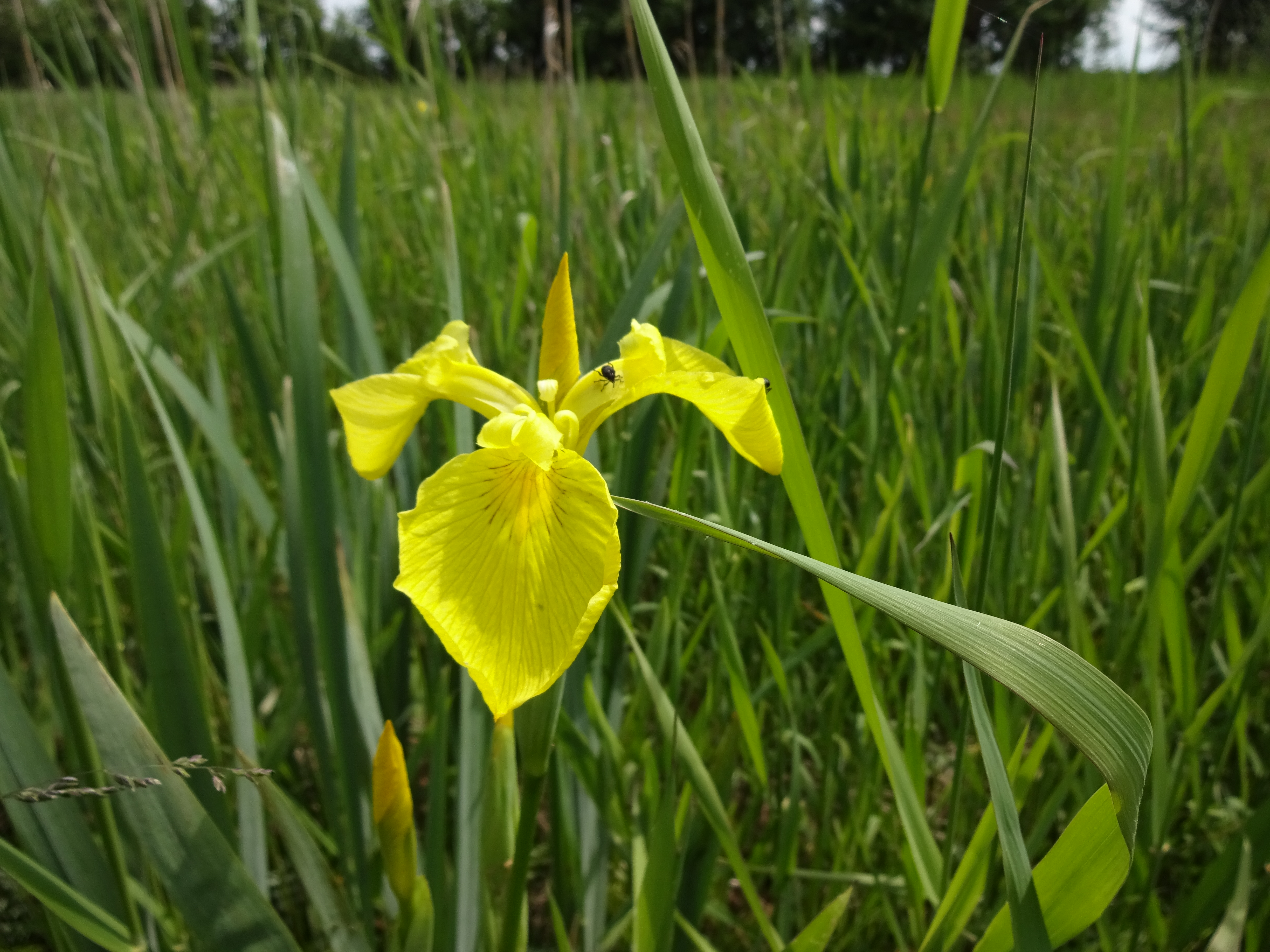
Sumpf-Schwertlilie Iris pseudacorus auf einer Feuchtfläche der Mertinger Hölle

### Fauna
Die hochwertigen Lebensräume innerhalb der Höll bieten auch zahlreichen andernorts selten gewordenen Tierarten ein geeignetes Habitat.

#### Avifauna
Die gesamte Fläche ist Teil des Natura 2000 Vogelschutzgebiets Schwäbisches Donauried. Dank der extensiven Pflege innerhalb des Naturschutzgebietes finden sich in der Höll noch zahlreiche typische Vogelarten der Niedermoore. Besonders bemerkenswert sind die Vorkommen von Bekassine, Kiebitz, Baumpieper und Braunkehlchen. Gelegentlich wird die Höll auch von Wachtelkönig und Wendehals als Brutgebiet angenommen.

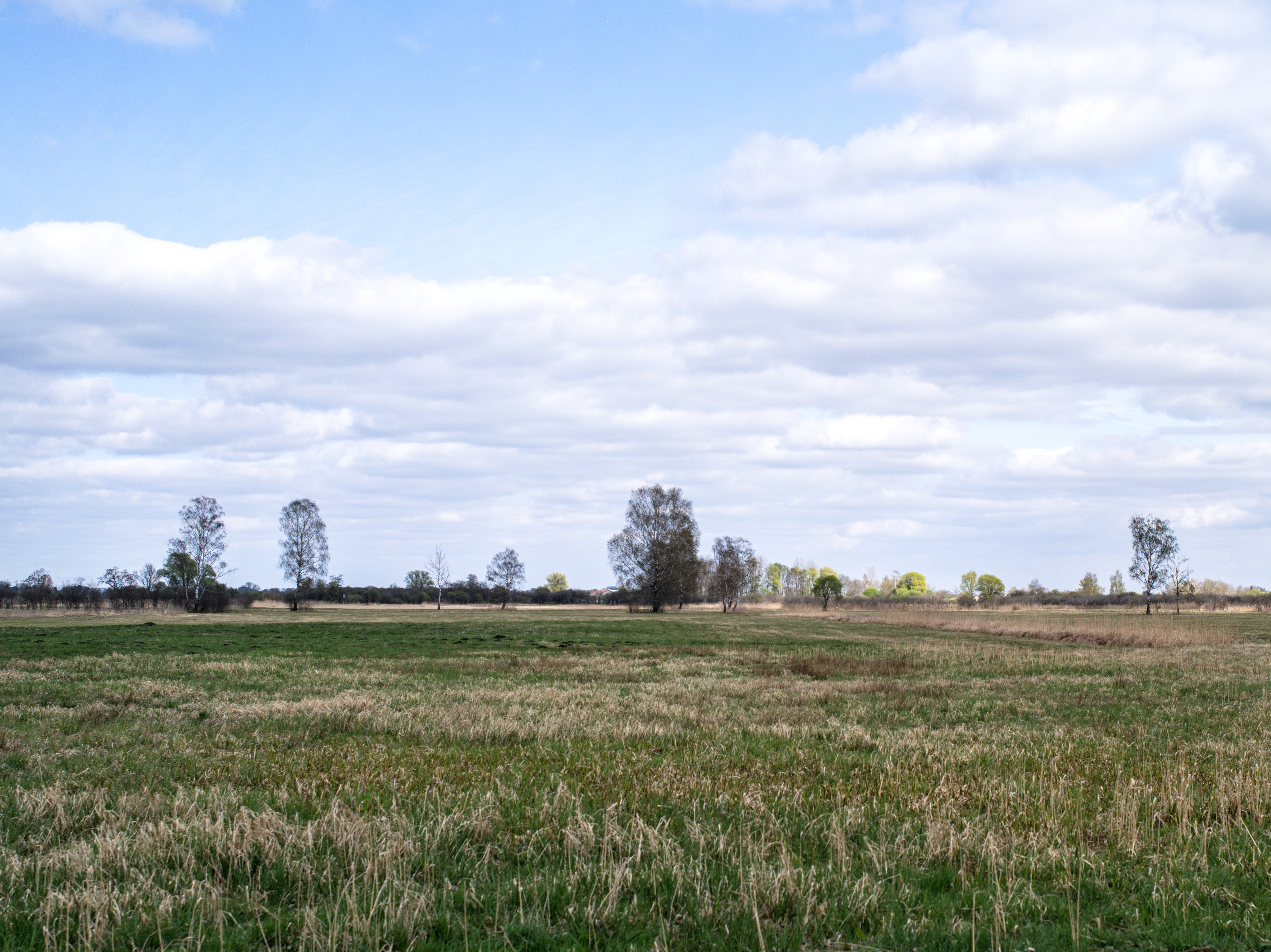
Vorfrühling in der Höll.

#### Herpetofauna
Dank der zahlreichen Kleingewässer findet sich auch eine größere Anzahl Amphibien im Naturschutzgebiet. Besonders der in Deutschland gefährdete Europäische Laubfrosch profitiert von den zahlreichen röhrichtgesäumten Gräben und Tümpeln. Weitere Amphibien im Gebiet sind Grasfrosch, Seefrosch, Erdkröte und Teichmolch. Die Reptilien sind im Gebiet mit Ringelnatter, Waldeidechse und Zauneidechse vertreten.

#### Entomofauna
Auch die Entomofauna ist im Naturschutzgebiet reichlich mit teils seltenen und gefährdeten Arten vertreten. Bemerkenswert ist hierbei die große Artenvielfalt an Tagfaltern mit über 30 nachgewiesenen Arten, hierunter auch Vorkommen des Dunklen Wiesenknopf-Ameisenbläulings, des Kreuzdorn-Zipfelfalters und des Blaukernauges. Ähnlich artenreich ist die Gruppe der Libellen mit ebenfalls über 30 nachgewiesenen Arten vertreten. Als weitere Besonderheit existieren innerhalb der Höll außerdem Vorkommen seltener Ameisenarten, wie die Moos-Schmalbrustameise (Leptothorax muscorum), die Vierpunktameise (Dolichoderus quadripunctatus) und die Moor-Sklavenameise (Formica picea).

## Kulturgeschichte

### Historische Nutzung

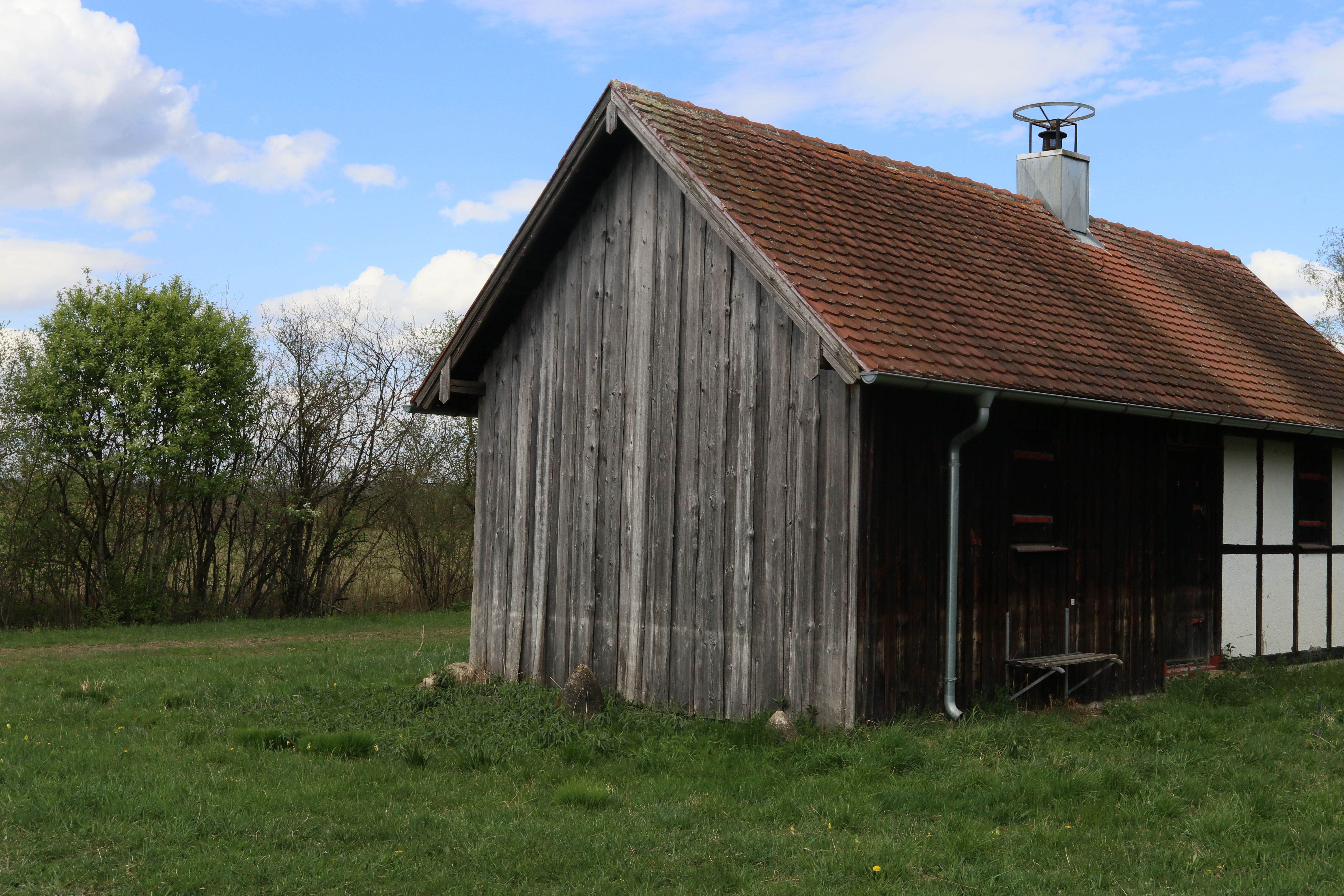
Die alte Torfstecherhütte in der Mertinger Höll, das sogenannte „Höllhäusel“

In der Mertinger Höll wurden, ebenso wie in der gesamten umgebende Landschaft, nach der Donaukorrektur Maßnahmen ergriffen, das Land nutzbar zu machen. Hierfür wurde ein weitreichendes System aus Entwässerungsgräben angelegt. Der heute noch zentral durch die Mertinger Höll verlaufende Höllgraben ist ein Relikt dieser Zeit. Innerhalb der Höll wurde zunächst auf weiten Flächen Torf gestochen. Das sogenannte „Höllhäusel“, welches heute noch am Hauptweg durch die Höll steht, diente den damaligen Arbeitern als Unterstand. Heute wird das Höllhäusel vom Landkreis Donau-Ries unterhalten.
Im Jahr 1886 ging die Höll in den Besitz des Augsburger Kommerzienrats Friedrich Gustav Firnhaber über. Als dieser im folgenden Jahr verstarb, ging die Höll an den Königlichen Rittmeister a. D. Friedrich Edgar Trendel über. Beide nutzten die Höll als ihr persönliches Jagdrevier, wodurch eine weitere Degradation durch einen fortschreitenden Torfabbau verhindert wurde. Angeblich war die Höll als Jagdgebiet damals besonders begehrt, da es eines der besten Balzgebiete des Birkhuhnes im Alpenvorland war, dieses ist jedoch längst aus dem Gebiet verschwunden.
Als Friedrich Edgar Trendel verstarb vermachte er den Grundbesitz an die Stadt Augsburg, welche daraufhin die Anzenberger-Trendel-Stiftung errichtete, in deren Eigentum sich die Höll noch heute befindet.

### Naturschutzgebiet und Pflege
Im Jahr 1962 wurde die Höll vom Tierschutzverein Augsburg gepachtet, um der Natur eine möglichst ungestörte Entwicklung zu erlauben. Nach Ablauf der 20 Pachtjahre sah sich der Tierschutzverein nicht mehr im Stande, die hohen Pflegeansprüche des Gebiets weiterhin zu erfüllen. Daher wurde in Rücksprache mit der unteren Naturschutzbehörde die Mertinger Höll vom Landkreis Donau-Ries für 99 Jahre von der Anzenberger-Trendel Stiftung gepachtet. Dies ermöglichte letztlich auch die Unterschutzstellung als Naturschutzgebiet im Jahre 1984.

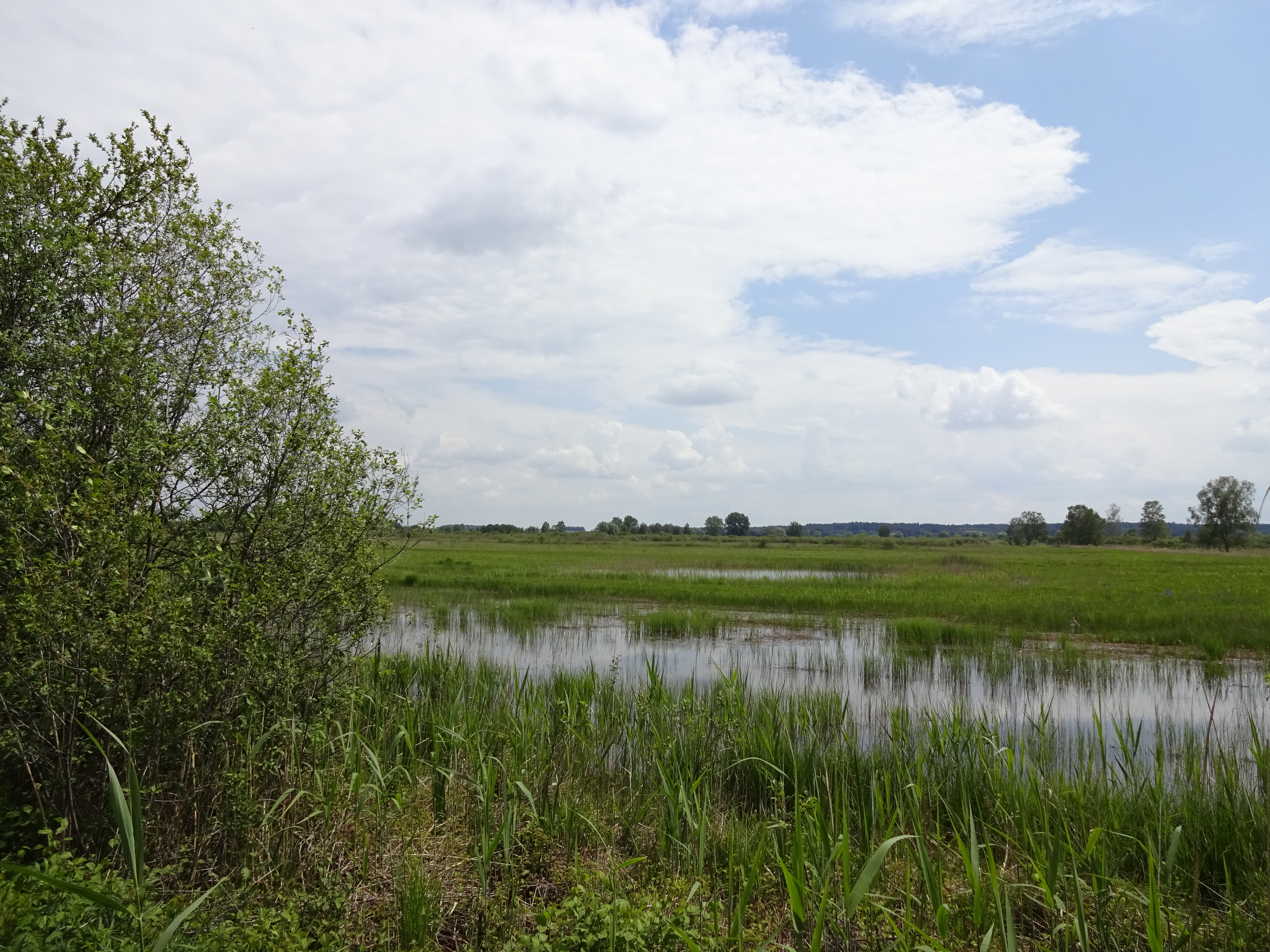
Teils überflutete Streuwiese in der Mertinger Hölle

Aufgrund des engen Mosaiks aus verschiedenen sehr hochwertigen und gesetzlich geschützten Biotopen sowie gefährdeten Arten erfordert die Mertinger Höll eine aufwändige und intensive Pflege. Diese wird heute in erster Linie von der unteren Naturschutzbehörde und dem Landschaftspflegeverband Donau-Ries in enger Zusammenarbeit mit der höheren Naturschutzbehörde an der Regierung von Schwaben organisiert. Eine Pflege des Gebiets ist zwingend notwendig, da ohne diese letztlich eine Verbuschung stattfinden und die Streuwiesen und Reste an Kalkflachmooren verschwinden würden.
Unterstützt werden die Bemühungen vor Ort durch Ehrenamtliche wie dem Bund Naturschutz in Bayern, Kreisgruppe Donau-Ries, und lokalen Landwirten.

### Namensgebung
Aufgrund des allgemein hohen Wasserstandes und der zahlreichen Kleinstgewässer wird die Höll in den Sommermonaten von unzähligen Stechmücken heimgesucht, während die Verdunstung aus den Feuchtwiesen und Tümpeln zu einer extrem schwülen und meist stehenden Luft führt. Der Name „Höll“ oder Hölle geht daher nach allgemeiner Meinung auf die Torfstecher zurück, die unter diesen widrigen Bedingungen den Torf innerhalb der Höll versuchten ab zu bauen.